# Древност
Древност или древна история е период от човешката история, който покрива времето от около 3300/3000 г. пр.н.е. до периода 800/500 г. пр.н.е.
За начало на древността обикновено се счита времето на първата протошумерска писменост, последвана от шумерския клинопис и египетските йероглифи. Трудностите в изучаването на древността идват от обстоятелството, че до наши дни са достигнали само ограничен брой писмени документи, които не дават пълна картина за живота в древността. Едни от най-добре запазените археологически находки от този период са теракотената армия и прословутите египетски пирамиди.
Първите писмени цивилизации са свързани с т.нар. плодороден полумесец – Древен Египет (3150 – 3100 гг.) и Шумер в Южна Месопотамия (3000 – 2900 гг.), които през Елам били в контакт с т.нар. Индска цивилизация, датирана даже малко по-рано като писмена – около 3300 г. пр.н.е.
Първата китайска императорска династия Ся се въздига 2698 г. пр.н.е., а първият семитски център в древността Ебла възниква около 2500 г. пр.н.е. – почти два века преди Акад.
Първата мезоамериканска цивилизация – тази на олмеките се датира не по-рано от 1200 г. пр.н.е. и по някои трактовки е свързана с Древен Египет посредством семитите развили морско дело – финикийците и пуните (виж и доколумбови презокеански контакти с Америка).
Изолирано и неизяснено остава възникването и произходът на народа, създал критско-минойската цивилизация около 3000 г. пр.н.е.
В различните райони по света думата древност може да има различен смисъл, най-вече с оглед на възприетата историческа периодизация. Понякога терминът класическа древност неправилно заменя по-точния термин античност, който в класическата периодизация на историята се отнася до периода, който започва с Древна Гърция, и по-точно документираното провеждане на първата Олимпиада през 776 г. пр.н.е. По същото време е основан Рим (753 г. пр.н.е.), а малко преди това е основан Картаген (825/814 г. пр.н.е.). В този смисъл своеобразното „начало на писаната история“ се свързва основно със средиземноморския басейн с островите и крайбрежните и свързани територии.